# عشق ابدی (آلبوم ساندرا)
عشق ابدی (به انگلیسی: Everlasting Love) آلبومی از هنرمند اهل آلمان ساندرا کرتو است که در سال ۱۹۸۸ میلادی منتشر شد.